# Tugstein (Gemeinde Hohenems)
Als Tugstein wird in Hohenems (Vorarlberg, Österreich) ein Weiler (ca. 600 m ü. A.) im Ortsteil Emsreute und ein großes am selben Ort befindliches Flurstück sowie ein Tobel (Tugstatobel) verstanden.

## Name
Tugstein ist eine in Vorarlberg mehrfach vorkommende Bezeichnung. Nach Johann Christoph Adelungs Grammatisch-kritisches Wörterbuch der Hochdeutschen Mundart ist Tof  die Bezeichnung für „eine kalkartige sehr poröse Steinart, welche einem versteinerten Schwamme gleicht, und gemeiniglich viele Überbleibsel von Schalthieren in sich hält. In weiterer Bedeutung wird auch wohl eine jede poröse Steinart, auch wenn sie sandartig ist, Tofstein genannt“. Weitere Bezeichnungen seien: Tuf, Tufstein, Duft, Duftstein, Tugstein, Tuchsstein, Duckstein. Im Latein würde bei Plinius und Vitruvius Tophus oder Tofus verwendet, in der französischen Sprache: Tuf. Nach Adelung soll Tof „ein altes Europäisches Wort zu seyn, welches mit dem Lateinischen in der Seitenlinie verwandt ist, nicht aber von demselben abstammet“.
Die Bergparzelle und Siedlung hat die Bezeichnung von hier befindlichen Kalktuffvorkommen.

## Topographie, Geografie, Lage und Verkehr
Tugstein liegt unterhalb der Siedlung/Parzelle Reute und oberhalb der Siedlung Sägen. In „Schematismus für Tirol und Vorarlberg“, 1839, wurde Tugstein als eigenständiger Weiler und Teil von Hohenems angeführt. Ebenfalls im „Provinzial-Handbuch von Tirol und Vorarlberg für das Jahr 1847“. Im Allgemeiner National-Kalender für Tirol und Vorarlberg (1825), wird Tugstein als eigenes Dorf geführt.

## Handwerk, Gewerbe
Der in Tugstein vorkommende Kalktuff wurde in der Vergangenheit, trotz bautechnisch schwieriger Nutzung (starke Wasseraufnahme des Gesteins möglich), intensiv abgebaut. Im Gegensatz zum Vorkommen von Kalktuff in Lingenau, ist das Vorkommen in Tugstein nicht als Naturdenkmal unter Schutz gestellt.
Tugstein hat keine bedeutsame gewerbliche Infrastruktur herausgebildet. Es dominiert heute noch vor allem die Landwirtschaft.